# Wilber Rentería
Wilber Rentería Cuero (Valle del Cauca, Colombia; 6 de febrero de 1992) es un futbolista colombiano. Juega como mediocampista y su equipo actual es el Puntarenas FC  de la Liga Promérica de Costa Rica.

## Clubes
| Club                     | País       | Año               |
| ------------------------ | ---------- | ----------------- |
| Deportes Quindío         | Colombia   | 2011              |
| Universitario de Popayán | Colombia   | 2012              |
| Ocelotes UNACH           | México     | 2014 - 2015       |
| Potros UAEM              | México     | 2015 - 2016       |
| Zacatepec                | México     | 2017              |
| Cimarrones de Sonora     | México     | 2017              |
| Atlante                  | México     | 2018 - 2019       |
| Correcaminos UAT         | México     | 2019 - 2021       |
| Leones Negros            | México     | 2021 - 2023       |
| Xelajú MC                | Guatemala  | 2023 - 2024       |
| Puntarenas FC            | Costa Rica | 2024 - Actualidad |

## Estadísticas
| Club                                | Temporada           | Liga  | Liga  | Copa Nacional | Copa Nacional | Copa Internacional | Copa Internacional | Total | Total | Prom. · |
| Club                                | Temporada           | Part. | Goles | Part.         | Goles         | Part.              | Goles              | Part. | Goles | Prom. · |
| ----------------------------------- | ------------------- | ----- | ----- | ------------- | ------------- | ------------------ | ------------------ | ----- | ----- | ------- |
| Deportes Quindío · Colombia         | 2011                | 1     | 0     | 0             | 0             | -                  | -                  | 1     | 0     | 0,0     |
| Deportes Quindío · Colombia         | Total               | 1     | 0     | 0             | 0             | 0                  | 0                  | 1     | 0     | 0,0     |
| Universitario de Popayán · Colombia | 2012                | 9     | 1     | 6             | 0             | -                  | -                  | 15    | 1     | 0,06    |
| Universitario de Popayán · Colombia | Total               | 9     | 1     | 6             | 0             | 0                  | 0                  | 15    | 1     | 0,06    |
| Ocelotes UNACH · México             | 2014                | 7     | 4     | 0             | 0             | -                  | -                  | 7     | 4     | 0,25    |
| Ocelotes UNACH · México             | 2015                | 5     | 1     | 0             | 0             | -                  | -                  | 5     | 1     | 0,25    |
| Ocelotes UNACH · México             | Total               | 12    | 5     | 0             | 0             | 0                  | 0                  | 12    | 5     | 0,42    |
| Potros UAEM · México                | 2015/16             | 25    | 5     | 0             | 0             | -                  | -                  | 25    | 5     | 0,20    |
| Potros UAEM · México                | 2016/17             | 19    | 2     | 0             | 0             | -                  | -                  | 19    | 2     | 0,10    |
| Potros UAEM · México                | Total               | 44    | 7     | 0             | 0             | 0                  | 0                  | 44    | 7     | 0,15    |
| Zacatepec · México                  | 2017                | 8     | 0     | 1             | 0             | -                  | -                  | 9     | 0     | 0,0     |
| Zacatepec · México                  | Total               | 8     | 0     | 1             | 0             | 0                  | 0                  | 9     | 0     | 0,0     |
| Cimarrones de Sonora · México       | 2017                | 9     | 0     | 2             | 0             | -                  | -                  | 11    | 0     | 0,0     |
| Cimarrones de Sonora · México       | Total               | 9     | 0     | 2             | 0             | 0                  | 0                  | 11    | 0     | 0,0     |
| Atlante · México                    | 2018                | 16    | 0     | 0             | 0             | -                  | -                  | 16    | 0     | 0,0     |
| Atlante · México                    | 2018-19             | 24    | 4     | 2             | 0             | -                  | -                  | 26    | 4     | 0,0     |
| Atlante · México                    | Total               | 40    | 4     | 2             | 0             | 0                  | 0                  | 42    | 4     | 0,0     |
| Total en su carrera                 | Total en su carrera | 123   | 17    | 11            | 0             | 0                  | 0                  | 134   | 17    | 0,18    |

## Palmarés

### Campeonatos nacionales
| Título          | Club        | País   | Año  |
| --------------- | ----------- | ------ | ---- |
| Torneo Apertura | Potros UAEM | México | 2015 |